# Bernd Wefelmeyer
Bernd Wefelmeyer (* 16. März 1940 in Berlin) ist ein deutscher Komponist und Dirigent.

## Leben
Wefelmeyer machte zunächst von 1960 bis 1966 eine akademische Ausbildung zum Tonmeister an der Hochschule für Musik „Hanns Eisler“ Berlin. Aufbauend darauf erfolgte von 1964 bis 1968 ein Kompositionsstudium bei Ruth Zechlin, Wolfram Heicking und Rudolf Wagner-Régeny. Während des Studiums arbeitete er zunächst bei den Jazz Optimisten Berlin als Pianist; zwischen 1966 und 1972 war er als Tonregisseur in der Musikproduktion des Berliner Rundfunks beschäftigt. Daneben wirkte er als Gastdirigent und Arrangeur unter anderem bei Aufnahmen mit dem Rundfunktanzorchester Berlin, dem Rundfunk-Tanzstreichorchester und dem Großen Rundfunkorchester.
Ab 1973 war er freischaffend tätig, hauptsächlich als Arrangeur und Komponist. Er schrieb Lieder für Sonja Kehler und begleitete sie (1978 Porträt Brecht). Wefelmeyer komponierte mehr als 300 Theater-, Fernseh- und Filmmusiken – etwa für Unternehmen Geigenkasten, Die Sprungdeckeluhr, Der ungebetene Gast, Kiezgeschichten, jeweils mehrere Folgen von Polizeiruf 110, Verkehrskompaß, Donna Leon oder Der kleine Eisbär. Für die Produktion Der blaue Planet der Gruppe Karat leitete er die beteiligte Streichergruppe.
Im Jahr 1980 wurde er musikalischer Leiter des Theaterorchesters an der Volksbühne Berlin, 1993 Chefdirigent des Deutschen Filmorchesters Babelsberg. Gemeinsam mit den Puhdys, Karat, Silly & Anna Loos, Ute Freudenberg, Veronika Fischer und dem Filmorchester Babelsberg präsentierte er die Produktion Ostrock in Klassik (CD, DVD und Konzerte). 1986 erhielt er den Kunstpreis der DDR.
Seit 1991 bekleidet er eine Honorarprofessur für Medienmusik an der Musikhochschule „Hanns Eisler“, 1995 wurde er zum Professor an die Hochschule für Film und Fernsehen Potsdam berufen. Außerdem ist er im Werk- und im Aufnahmeausschuss der GEMA tätig. Den Werkausschuss, der die Einstufung in E- oder U-Musik vornimmt, leitet er seit 1997.
Am 12. Juni 2009 wurde Bernd Wefelmeyer der Verdienstorden des Landes Brandenburg verliehen, für die Einrichtung des Studiengangs Filmmusik an der Hochschule für Film und Fernsehen Potsdam. Zudem wurde damit sein Verdienst um den Erhalt des Filmorchesters Babelsberg anerkannt.
Wefelmeyer lebt in Berlin-Köpenick.

## Filmmusik (Auswahl)
- 1976: Die Bibliothekarin (TV)
- 1977: Eine vollkommen erlogene Geschichte (TV)
- 1979: Professor Tarantoga und ein seltsamer Gast (TV)
- 1979: Ich – dann eine Weile nichts (TV)
- 1980: Karl Marx. Die jungen Jahre (TV)
- 1982: Soviel Wind und keine Segel (Fernsehfilm)
- 1982: Polizeiruf 110: Schranken (TV-Reihe)
- 1982: Der Mann von der Cap Arcona
- 1983: Polizeiruf 110: Eine nette Person (TV-Reihe)
- 1983: Es geht einer vor die Hunde (Fernsehfilm)
- 1984: Die Zeit der Einsamkeit
- 1984: Polizeiruf 110: Freunde (TV-Reihe)
- 1985: Unternehmen Geigenkasten
- 1985: Außenseiter (TV)
- 1985: Polizeiruf 110: Verlockung (TV-Reihe)
- 1986: Kalter Engel (TV)
- 1986: Plumps (TV)
- 1987: Fridolin (TV-Serie)
- 1987: Polizeiruf 110: Im Kreis (TV-Reihe)
- 1987: Die erste Reihe (Fernsehfilm)
- 1987: Kiezgeschichten (TV-Serie)
- 1988: Hasenherz
- 1988: Schlaft nicht daheim (Fernsehfilm)
- 1989: Das Myrtenfräulein
- 1989: Die gläserne Fackel TV-Serie
- 1990: Selbstversuch (Fernsehfilm)
- 1990: Unerwartete Bescherung (TV)
- 1991: Vaněk-Trilogie (Studioaufzeichnung)
- 1991: Polizeiruf 110: Ein verhängnisvoller Verdacht (TV-Reihe)
- 1992: Frank und Robert (TV)
- 2002–2003: Der kleine Eisbär (TV-Serie)
- 2012: Das Adlon – Eine Familiensaga (TV-Dreiteiler)

## Hörspielmusik
- 1969: Fritz Selbmann: Ein weiter Weg – Regie: Fritz-Ernst Fechner (Hörspiel (8 Teile) – Rundfunk der DDR)
- 1970: Ralph Knebel: Und nicht vergessen warum – Regie: Fritz Göhler (Hörspiel – Rundfunk der DDR)
- 1972: Hans-Jürgen Bloch: Der Cheffahrer – oder 18 Kapitel über Mathias Motter – Regie: Barbara Plensat (Hörspiel – Rundfunk der DDR)